# Lèma (Dassa-Zoumè)
Lèma è un arrondissement del Benin situato nella città di Dassa-Zoumè (dipartimento delle Colline) con 4.386 abitanti (dato 2006).